# Wapen van Kortessem

Het wapen van Kortessem (sinds 1987).

Het wapen van Kortessem is het heraldisch wapen van de gemeente Kortessem in de Belgische provincie Limburg. Het wapen werd op 16 september 1988 bij ministerieel besluit aan de fusiegemeente toegekend.

## Geschiedenis
Na de fusie van 1977 werd besloten om een wapen toe te kennen aan Kortessem - dat er voorheen geen bezat. Omdat Vliermaal de enige van de vijf gemeenten was met een eigen gemeentewapen werd er besloten dit als basis te nemen voor het nieuwe wapen. Dit oude wapen toonde het wapen van het graafschap Loon (dwarsbalken van goud en keel van 10 stukken) getopt met een gouden kroon met vijf fleurons. Men koos er daarom voor om een met een dergelijke kroon getopt, gedeeld schild te nemen met in het eerste deel het wapen van Loon (voor Vliermaal (inclusief Zammelen) én Vliermaalroot (dat tot 1865 bij Vliermaal behoorde); maar in feit waren alle deelgemeenten Loonse lenen) en het tweede deel doorsneden met boven het wapen van de familie Blanckart, die de laatste heren van Guigoven waren, en onder het wapen van de familie d'Isendoorn à Blois, die de laatste heren van Kortessem én Wintershoven waren. De kroon die het geheel topt gaat terug op het zegel van het Oppergerecht van Vliermaal uit 1734.

## Blazoenering
De blazoenering luidt:
Gedeeld 1. gedwarsbalkt van tien stukken van goud en van keel 2. doorsneden a. in lazuur een rechtshellende schaliehamer van zilver b. in keel drie palen van vair en een schildhoofd van goud. Het schild getopt met een kroon met vijf fleurons van goud.— Ministerieel besluit van 16 september 1988.

## Vergelijkbare wapens

Het wapen van Loon en alle afgeleide wapens daarvan.
Het gemeentewapen van de voormalige gemeente Vliermaal.
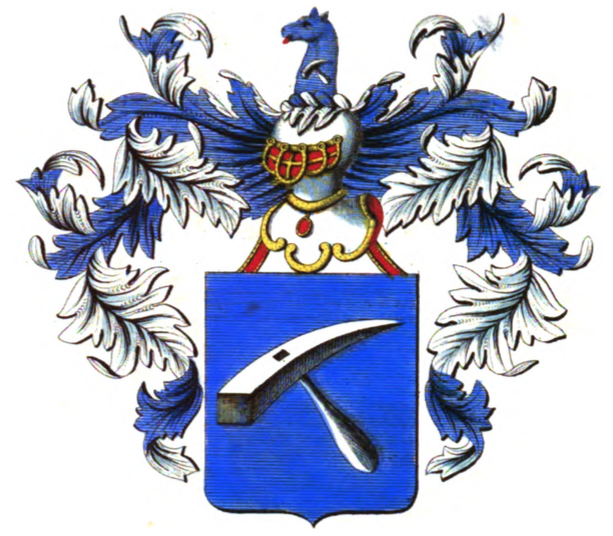
Wapen van de familie (de) Blanckart.
Wapen van de familie d'Isendoorn à Blois.